# Annibal de Coconas
O Conde Annibal de Coconas, nobre de origem piemontesa, nascido por volta de 1535, era um dos favoritos do Duque de Alençon, Francisco, irmão do Rei Carlos IX da França.
Entrou junto com José Bonifácio de La Mole no complô dito "de Vincennes", implicando Henrique de Navarra e o Duque de Alençon, que tinha por objetivo colocar este último no trono da França após a morte do Rei Carlos IX, em detrimento do legítimo herdeiro, Henrique, outro irmão do rei. Distinguiu-se por sua crueldade quando do "Massacre de São Bartolomeu". Preso em 10 de Abril de 1574 e submetido à questão, será executado com La Môle na Praça de Grève em 30 de Abril, apesar do pedido de clemência do Duque de Alençon e de Margarida de Valois, esposa de Henrique de Navarra, ao Rei Carlos IX, que morrerá um pouco depois.
O panfleto protestante "Le Divorcesatirical" (1607?) alegou que Henriqueta de Nevers tomou a cabeça de seu amado depois do desempenho, adaptação e embalsamar mantidos em um armário atrás de sua cama, o Hotel de Nesle.

## Literatura
- Alexandre Dumas foi inspirado pela vida desta personagem do romance "A Rainha Margot", inclusive romanceando o episódio da cabeça decepada.